# Stade Parsemain
Das Stade Parsemain ist ein Fußballstadion und liegt in der französischen Gemeinde Fos-sur-Mer, etwa 15 km südlich von Istres im gleichnamigen Arrondissement gelegen. Es ist die Heimspielstätte des Fußballvereins FC Istres und bietet Platz für 17.363 Zuschauer. Eröffnet wurde es am 9. April 2005 mit dem Spiel FC Istres gegen den FC Sochaux (2:0) vor 7397 Zuschauern (Besucherrekord). Dies war ein halbes Jahr später als vorgesehen, um die Vorschriften für die Ligue 1 einzuhalten.